# Emil Kaiser
Emil Kaiser (Coburg, 1850 – 1921?) fou un director d'orquestra i compositor alemany del Romanticisme. Fou primer director d'una banda militar i després per espai de molts anys, director d'orquestra del teatre Ander Wien, de Viena. Va compondre les òperes següents:
- Die Kavaliere des Königs (Salzburg, 1879);
- Der Trompeter von Saekingen (Olmütz, 1882);
- Andreas Hofer (Reichenberg, 1886);
- Der Kornet (Leipzig, 1886);
- Rodenstein (Brunn, 1891);
- Das Hexenlied (Berlín, 1894);
- An der Grenze (Colònia, 1903).